# 웹노드
웹노드 (Webnode)는 체코 브르노에 기반을 둔 홈페이지 빌더 회사로 개인, 기업 홈페이지 및 온라인 쇼핑몰과 같은 온라인 사업을 위한 홈페이지 서비스를 제공하고 있다. 드래그 앤 드롭을 활용하여 특별한 기술적 지식이나 설치작업 없이도 홈페이지를 누구나 쉽게 제작 및 운영가능하다.
2013년 기준 25개국 언어 서비스를 지원하고 있으며 이미 전 세계1500만 명의 사용자들이 웹노드 (Webnode)를 신뢰하며 사용하고 있다. 무료로 홈페이지를 제작할 수 있다는 점과 홈페이지 제작과 동시에 모바일 홈페이지를 가질 수 있는 이점이 있다.
이용가능한 언어: 중국어, 체코어, 영어, 프랑스어, 독일어, 그리스어, 이탈리아어, 일본어, 폴란드어, 포르투칼어, 슬로바키아어, 스페인어, 한국어, 노르웨이어, 덴마크어, 헝가리어, 불가리아어, 네덜란드어 등

## 서비스
개인과 기업을 위한 홈페이지 제작과 온라 쇼핑몰 홈페이지 제작을 돕고 있으며 다양한 유형의 도메인 또한 제공하고 있다. 더불어서 기본적으로 제공되는 홈페이지 디자인 외 맞춤형 템플릿을 원하는 경우 상의 후 주문제작 가능하다.
제한적인 기능이지만 여러 개의 홈페이지를 무료로 제작할 수 있으며 증가된 저장공간과 트래픽 한도와 같은 추가적인 요구사항이 있는 경우 프리미엄 서비스로 업그레이드 가능하다.

## 수상
스타트업 경진대회 LeWeb'08 Paris에서 실버 우승자